# ウォルター・パラット
サー・ウォルター・パラット（Sir Walter Parratt KCVO 1841年2月10日 - 1924年3月27日）は、イングランドのオルガニスト、作曲家。

## 生涯

### 経歴
パラットはハダースフィールドに生まれた。父がオルガニストであったので幼少期からパイプオルガンを演奏するようになり、まだ子供であった時期にオルガニストの職に就いた。神童であったパラットはわずか10歳のある時、バッハの「平均律クラヴィーア曲集」全曲を何も見ずに暗譜で演奏した。
パラットは1854年から1861年にかけてジョン・ステイナーの跡を継いで故郷の町のセント・ポール教会のオルガニストを務め、1872年に就任したオックスフォード大学のモードリン・カレッジのオルガニストにはその後10年にわたって在職した。1882年からはウィンザー城のセント・ジョージ・チャペルのオルガニストとなっている。1908年にはヒューバート・パリーの後任として、オックスフォード大学の音楽科教授になった。ちなみに彼は王立オルガニスト大学の学長も歴任している。
パラットは同時代のオルガン教育の第一人者となり、弟子の多くがイギリス国内の重要な役職に就いた。
また、パラットはチェスプレーヤーとしても名の知れた存在であり、複雑なオルガン曲を初見で演奏しながらチェスの対戦をすることができたという。彼はオックスフォード大学のチェスクラブの部長を数か月務め、2年間にわたってケンブリッジ大学との対抗戦に出場する8人の選抜選手のキャプテンであった。

### 名誉
パラットは1892年にナイトに叙されると、1893年からはヴィクトリア女王の音楽師範に任命され、続いてエドワード7世、ジョージ5世にも音楽の指導を行った。
その後にパラットが得た称号としては、ロイヤル・ヴィクトリア勲章のメンバー（MVO 1901年）、コマンダー（CVO 1917年）、ナイト・コマンダー（KVCO 1921年）が挙げられる。
1924年にパラットがこの世を去ると、彼の記念碑がハダースフィールド教区教会の敷地に建立された。ウィンザー城のセント・ジョージ・チャペルにもパラットの記念碑が建っており、それはジョージ6世が埋葬されているジョージ6世メモリアル・チャペルの入り口の隣に位置している。

## 職歴
- Armitage Bridge Church, 1852年-1854年
- St. Paul's Church, Huddersfield, 1854年-1861年
- private organist to the Earl of Dudley, Witley Court, 1861年-1868年
- organist of Wigan Parish Church, 1868年-1872年
- Magdalen College, Oxford, 1872年-1882年
- St. George's Chapel, Windsor Castle 1882年-1924年